# Casa de los Esclavos
La Casa de los Esclavos (en francés: Maison des Esclaves) es un museo y un monumento a la trata de esclavos en el Atlántico en la pequeña isla de Gorea, a 3 km de la costa de la ciudad de Dakar, Senegal. Su museo, inaugurado en 1962 y administrado hasta su muerte en 2009 por Boubacar Joseph Ndiaye, se dice que recuerda el punto de salida final de los esclavos de África. Los historiadores difieren sobre cuantos, o si todos los esclavos africanos pasaron en realidad en este edificio, así como la importancia relativa de la isla de Gorea como un punto de la trata de esclavos del Atlántico, pero los visitantes procedentes de África, Europa y las Américas, junto con los líderes del mundo, lo mantienen como un lugar importante para recordar el coste humano de la esclavitud africana.